# Noël van 't End
Noël van 't End (Houten, 15 juni 1991) is een Nederlands judoka. In 2013 werd hij voor de eerste keer Nederlands kampioen in zijn klasse. In 2019 werd hij wereldkampioen in de klasse onder 90 kilo. In 2016, 2020 en 2024 kwam hij uit voor Nederland op de Olympische Zomerspelen. Daar wist hij het podium niet te behalen.
In maart 2019 veroverde hij goud op een grandslamtoernooi in Jekaterinenburg, Rusland.
Op 29 augustus 2019 werd Van 't End wereldkampioen judo in de klasse tot 90 kg op het WK Judo in Tokio (op dezelfde plaats waar Anton Geesink in 1964 olympisch kampioen werd). Hij won daar met een waza-ari van de publieksfavoriet, de Japanner Shoichiro Mukai.
In 2016 werd Van 't End al na 90 seconden uitgeschakeld bij de Olympische Spelen in Rio de Janeiro. Ondanks dat hij een maand voor de spelen zijn enkelbanden afscheurde, stond hij toch op de mat: "Ik was in bloedvorm, voelde me fysiek onwijs sterk en was een van de grote favorieten in de gewichtsklasse tot 90 kilogram. Ja, ik wist het zeker: dit was mijn moment, mijn moment waar het moést gaan gebeuren. Maar het werd helemaal niet mijn moment. Mijn moment op de Olympische judomat duurde in totaal 90 seconden. Na anderhalve minuut was het einde toernooi, einde Olympische Spelen. Echt het gevoel van: doei, probeer het over 4 jaar nog maar een keer, aldus Van 't End"
In 2020 kwam hij tot de kwartfinale bij de Olympische Spelen. Hij werd uitgeschakeld door de Hongaar Toth en werd 7e in de einduitslag.
Bij de Olympische Spelen in 2024 werd Van 't End in de eerste ronde uitgeschakeld door de Braziliaan Macedo. In de verlenging kreeg hij zijn derde straf voor passiviteit, waardoor hij de wedstrijd verloor.
Tegen Nieuwsblad De Kaap vertelde Van 't End dat de spelen van '24 zijn laatste zullen zijn: "...vijftien jaar topsport is ook zwaar, elke dag goed eten, slapen en alles uit jezelf halen. Altijd concessies doen. Mijn vriendin vroeg laatst bijvoorbeeld met Koningsdag of ik over de vrijmarkt wilde lopen, maar dat werd hem ook niet zo vlak voor de WK. Het worden sowieso mijn laatste Spelen, maar misschien ga ik daarna nog wel één of twee jaar door."
Van 't End werd in mei 2025 geschorst door de Nederlandse Dopingautoriteit, omdat hij zijn whereabouts niet goed had doorgegeven. Het gaat er daarbij om dat de sporter, buiten wedstrijdverband, zijn verblijfplaats moet doorgeven in verband met mogelijke dopingcontrole. De schorsing loopt tot 31 oktober 2025.

## Persoonlijk
Van 't End woont samen in Driebergen.
Eerder woonde hij op sportcentrum Papendal om zich helemaal op judo te concentreren. "Ik verhuisde van Haarlem naar Papendal en stopte met school. (...) Er is geen plan B, geen opleiding en de enige die ik het falen kwalijk kan nemen ben ik zelf. Dat maakt de spanning echt vele malen groter."
Journalist Hans Klippus schreef in 2021 een biografie over Noël van 't End met de titel Superman. Het boek verscheen bij uitgeverij Edicola Sport.

## Resultaten
IJF Grand Slam 2014 Bakoe –90 kg
 IJF Grand Slam 2014 Abu Dhabi –90 kg
 World Masters 2015 Rabat –90 kg
 IJF Grand Slam 2015 Bakoe –90 kg
 IJF Grand Slam 2015 Abu Dhabi –90 kg
 IJF Grand Slam 2017 Jekaterinenburg –90 kg
 IJF Grand Slam 2018 Osaka –90 kg
 IJF Grand Slam 2019 Jekaterinenburg –90 kg
 Wereldkampioenschappen judo 2019 Tokio –90 kg
 World Masters 2021 Doha –90 kg
 IJF Grand Slam 2022 Ulaanbaatar –90 kg
 Wereldkampioenschappen judo 2023 Doha – gemengd team